# Идман, Дик
Дик Туре Стаффан Идман (швед. Dick Tore Staffan Idman; 25 апреля 1950, Хельсинки, Финляндия) — финский шведоязычный актёр, режиссёр, профессор, награждённый высшей наградой Финляндии для деятелей искусства — медалью Pro Finlandia (2016).

## Биография
С 1989 по 1991 год работал в качестве художественного руководителя в Шведском театре в городе Турку.
С 1991 по 2005 год в качестве профессора преподавал на актёрском факультете Театральной академии в Хельсинки. В 2011 году вновь вернулся к преподавательской деятельности в Академии.

## Фильмография
| Год       |     | Русское название     | Оригинальное название | Роль                                |
| --------- | --- | -------------------- | --------------------- | ----------------------------------- |
| 2016      | тф  |                      | Sjätte gången         | Ульф Шостакович / Ulf Sjostakovitch |
| 2015      | тф  |                      | Bengt                 | Тайсто Ниеминен / Taisto Nieminen   |
| 2012      | тф  |                      | Isdraken              | Бенгт / Bengt                       |
| 2009      | с   |                      | Äppeltjuvarna         |                                     |
| 2008      | тф  | Сауна                | Sauna                 | Роуккула / Roukkula                 |
| 2007      | тф  |                      | Sumu                  | Varma                               |
| 2005      | тф  |                      | Onnen varjot          | отец Яркко / Jarkkos far            |
| 2004      | тф  | Всё по-взрослому     | Hela vägen            | Клаес / Claes                       |
| 2003      | мтф |                      | Kuumia aaltoja        | Маркус Невахеймо / Marcus Nevaheimo |
| 1992      | тф  |                      | Krigarens hjärta      |                                     |
| 1992      | тф  |                      | En sparv i tranedans  | отец Эрика / Eriks far              |
| 1992      | мф  |                      | ムーミン谷の彗星      | шведский голос Снорка               |
| 1990—1991 | мс  | Tanoshii Moomin Ikka | 楽しいムーミン一家    | шведский голос Снорка               |